# El Salto la Venta
El Salto la Venta är en ort i kommunen San José del Rincón i delstaten Mexiko i Mexiko. Samhället hade 1 611 invånare vid folkräkningen 2020.